# Alba Redondo
Alba Redondo (właśc. Alba Maria Redondo Ferrer; ur. 27 sierpnia 1996 w Albacete) – hiszpańska piłkarka, występująca na pozycji napastniczki w hiszpańskim klubie Levante UD oraz w reprezentacji Hiszpanii. Uczestniczka Mistrzostw Świata 2023.

## Mecze w reprezentacji
Na podstawie:

### Mistrzostwa Świata 2023
| Mecze i gole w reprezentacji podczas Mistrzostw Świata 2023 | Mecze i gole w reprezentacji podczas Mistrzostw Świata 2023 | Mecze i gole w reprezentacji podczas Mistrzostw Świata 2023 | Mecze i gole w reprezentacji podczas Mistrzostw Świata 2023 | Mecze i gole w reprezentacji podczas Mistrzostw Świata 2023 | Mecze i gole w reprezentacji podczas Mistrzostw Świata 2023 | Mecze i gole w reprezentacji podczas Mistrzostw Świata 2023 | Mecze i gole w reprezentacji podczas Mistrzostw Świata 2023 |
| Lp.                                                         | Data                                                        | Miasto                                                      | Przeciwnik                                                  | Wynik                                                       | Gole                                                        | Inne                                                        | Faza rozgrywek                                              |
| ----------------------------------------------------------- | ----------------------------------------------------------- | ----------------------------------------------------------- | ----------------------------------------------------------- | ----------------------------------------------------------- | ----------------------------------------------------------- | ----------------------------------------------------------- | ----------------------------------------------------------- |
| 1.                                                          | 21.07.2023                                                  | Wellington                                                  | Kostaryka                                                   | 3:0 (3:0)                                                   |                                                             |                                                             | Faza grupowa                                                |
| 2.                                                          | 26.07.2023                                                  | Auckland                                                    | Zambia                                                      | 5:0 (2:0)                                                   | 69', 85'                                                    |                                                             | Faza grupowa                                                |
| 3.                                                          | 31.07.2023                                                  | Wellington                                                  | Japonia                                                     | 0:4 (0:3)                                                   |                                                             |                                                             | Faza grupowa                                                |
| 4.                                                          | 05.08.2023                                                  | Auckland                                                    | Szwajcaria                                                  | 5:1 (4:1)                                                   | 17'                                                         | asysta                                                      | 1/8 finału                                                  |
| 5.                                                          | 11.08.2023                                                  | Wellington                                                  | Holandia                                                    | 2:1 (0:0)                                                   |                                                             |                                                             | Ćwierćfinał                                                 |
| 6.                                                          | 15.08.2023                                                  | Auckland                                                    | Szwecja                                                     | 2:1 (0:0)                                                   |                                                             |                                                             | Półfinał                                                    |
| 7.                                                          | 20.08.2023                                                  | Sydney                                                      | Anglia                                                      | 1:0 (1:0)                                                   |                                                             |                                                             | Finał                                                       |

## Sukcesy
Na podstawie:

### Reprezentacyjne
- Liga Narodów UEFA Kobiet 2023/24
- Mistrzyni Świata 2023